# Крістін Венцель
 Крістін Венцель (Брікнер)  (нім. Christine Wenzel (Brinker), 10 липня 1981) — німецький стрілець, олімпійська медалістка.

## Виступи на Олімпіадах
| Олімпіада   | Дисципліна        | Місце |
| ----------- | ----------------- | ----- |
| Пекін 2008  | круглий стенд     | 3     |
| Лондон 2012 | круглий стенд     | 6     |
| Ріо 2016    | Стендова стрільба | 11    |